# Lithocarpus robinsonii
Lithocarpus robinsonii är en bokväxtart som beskrevs av Alfred Rehder. Lithocarpus robinsonii ingår i släktet Lithocarpus och familjen bokväxter.
Artens utbredningsområde är Filippinerna. Inga underarter finns listade.